# Larnaca ridicula
Larnaca ridicula är en insektsart som först beskrevs av Zacher 1909.  Larnaca ridicula ingår i släktet Larnaca och familjen Gryllacrididae. Inga underarter finns listade i Catalogue of Life.